# Centro Educacional Juiz Rotenberg
O Centro Educacional do Juiz Rotenberg, mais conhecido em reportagens públicas como Juiz Rotenberg Center ( JRC ), até 1994 como Instituto de Pesquisa do Comportamento ( BRI ), é uma operadora de instalações de atendimento para alunos com deficiências e problemas comportamentais em Canton, Massachusetts . O JRC oferece cuidados hospitalares de longo prazo com terapia comportamental e serviços educacionais para crianças e adultos com graves deficiências comportamentais e de desenvolvimento . Em 2007, o CCI tinha 900 funcionários. As vendas no ano fiscal de 2010/2011 foram de mais de US$ 55 milhões, com cerca de 240 pacientes permanentes, as vendas por aluno foram de mais de US$ 200.000.
O JRC faz uso extensivo de restrições e privação de alimentos para terapia comportamental e hoje opera as únicas instalações nos Estados Unidos que usam terapia de eletrochoque para o tratamento de pessoas com retardo mental ou deficiência grave de desenvolvimento, incluindo pessoas autistas .
O Judge Rotenberg Center tem um longo histórico de alegações de abuso e subsequentes disputas com autoridades e organizações de direitos civis . Já na década de 1980, o estado de Massachusetts tentou em vão forçar o fechamento do instituto na Justiça. O nome “Judge Rotenberg Educational Center” foi adotado em 1994 em memória do falecido juiz Ernest Rotenberg, cuja decisão em 1987 garantiu a continuação da existência do então BRI.
Em maio, o fundador do JRC, Matthew L. Israel, de 77 anos, foi acusado de destruição de provas e adulteração de testemunhas em relação aos maus-tratos de 2007. Como parte de um acordo com o Ministério Público, ele renunciou ao cargo de chefe do centro para evitar vários anos de prisão. O JRC recebeu ordens para que um especialista independente analisasse os abusos de 2007 e as medidas tomadas para evitar que tais incidentes ocorressem novamente.
Em 2010, a divulgação de um vídeo de um estudante recebendo choques elétricos gerou indignação pública e levou a uma denúncia ao Relator Especial da ONU sobre Tortura, Manfred Nowak . Em 2012 houve novos protestos e uma nova denúncia ao sucessor de Nowak, Juan Ernesto Méndez, que, como seu antecessor, descreveu as práticas como tortura. Méndez detalhou o JRC em seu relatório de março de 2013 sobre o uso global da tortura.
Em outubro de 2011, o regulador do estado de Massachusetts proibiu todas as instalações terapêuticas de tratar pacientes recém-admitidos com fortes agentes coercitivos. Excluídos foram os pacientes para quem Em setembro de 2011, um plano de terapia ordenado pelo tribunal estava disponível. A partir da primavera de 2013, os Centros de Serviços Medicare e Medicaid pararam de pagar os benefícios do programa Medicaid a todas as instalações que tratam pacientes com choque elétrico. O estado de Nova York anunciou no início de 2013 sua intenção de abrir vagas em outras instituições do estado para estudantes alojados no JRC até junho de 2014.

## Objetivos e Métodos
A política do Juiz Rotenberg Center é admitir quase todos os pacientes. A instituição realiza um tratamento ativo com uma abordagem orientada para o comportamento, que diz visar exclusivamente à normalização. Os meios terapêuticos incluem o recurso frequente ao reforço positivo, a videovigilância do pessoal e a opção pelo uso da coerção, sendo o uso de choques elétricos o mais controverso. JRC usa terapia aversiva como parte de seu programa de terapia comportamental de 24 horas. O uso de medidas coercitivas provocou protestos e apelos de vários grupos de direitos das pessoas com deficiência para serem protegidos de tal tratamento.
No Judge Rotenberg Center, choques elétricos de dois segundos são administrados com o Desacelerador Eletrônico Graduado (GED) - um dispositivo projetado para aplicar choques elétricos por meio de eletrodos permanentemente presos à pele usando um controle remoto. Os supervisores usam vários controles remotos com a foto e o nome dos alunos em seus cintos para poder aplicar punições de forma rápida e direcionada.
A punição automática também utilizada é obrigar os pacientes a se sentarem em uma almofada. Assim que tentam se levantar, recebem um choque elétrico acionado automaticamente. A "Lição de Ensaio de Comportamento" é usada para tratar comportamentos que ocorrem apenas ocasionalmente, mas são perigosos. A pessoa é amarrada e forçada a cometer seus erros. Se ela se recusar, será eletrocutada. Se ela seguir o pedido de comportamento perigoso, receberá um choque elétrico ainda mais forte.
Esse tipo de eletrocussão, como medida punitiva destinada a causar dor, não se confunde com a eletroconvulsoterapia, na qual o paciente é colocado sob anestesia geral e é bem menos crítico. As revisões positivas da terapia de eletrochoque como meio de terapia de prevenção publicadas na literatura científica vêm principalmente da equipe do Judge Rotenberg Center.
O JRC respondeu às alegações de maus-tratos dizendo que choques elétricos só seriam administrados se o reforço positivo se mostrasse ineficaz na prevenção de comportamentos violentos e autolesivos. Em 2013, um terço dos cerca de 240 pacientes foram tratados com choques elétricos.

## Mateus L Israel
Matthew L. Israel, o fundador posterior e diretor de longa data do Centro Educacional Judge Rotenberg, começou a estudar na Universidade de Harvard em Cambridge, Massachusetts, em 1950. Já no início de seus estudos se deparou com o romance utópico Walden Two, no qual o psicólogo comportamental BF Skinner apresenta o projeto de uma sociedade utópica. Nessa sociedade fictícia, o comportamento dos moradores é manipulado em benefício da sociedade. Nos dez anos seguintes, Israel estudou com Skinner, que lecionou na Universidade de Harvard, e obteve seu doutorado em psicologia em 1960. Em uma entrevista de 2007, Israel relatou a história da fundação do Behavior Research Institute ao romance Walden Two de Skinner.
Em 1966, Israel fundou a Association for Social Design com o objetivo de construir uma rede mundial de comunidades experimentais. Em 1967, tal comuna foi estabelecida em Arlington, Massachusetts, sob a liderança de Israel. A comunidade logo se desfez, assim como uma segunda comuna no South End de Boston e a Association for Social Design . Posteriormente, Israel justificou o fracasso dizendo que os membros das comunidades não se davam bem. Outros culparam a liderança patriarcal de Israel pelo fracasso. Posteriormente, Israel considerou abrir uma escola, inicialmente para fornecer emprego aos membros de sua comunidade proposta.

## polêmica desde 2010

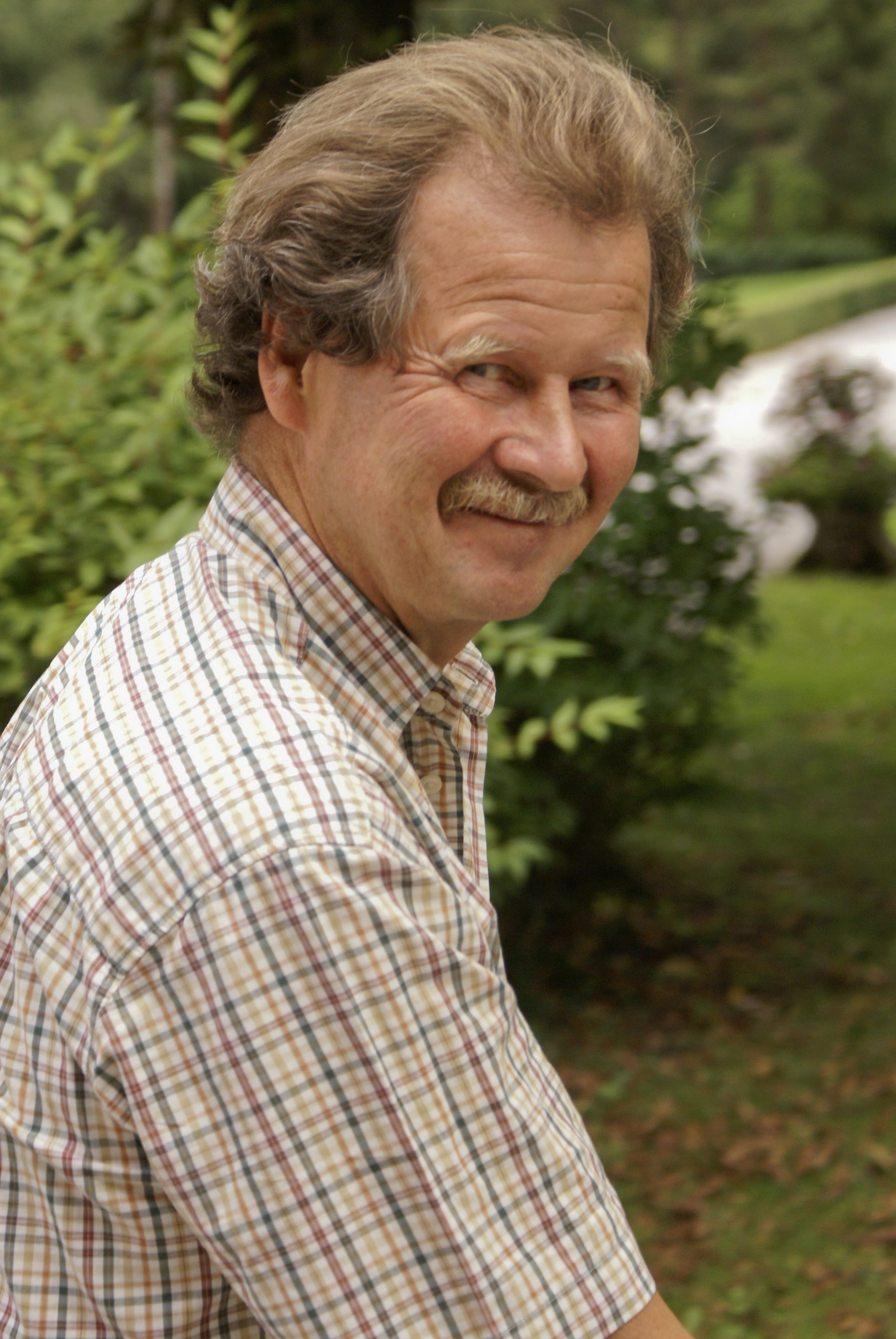
Manfred Nowak, Especial da ONU repórter sobre tortura de 2004 a 2010

### Relator Especial da ONU sobre Tortura (2010)
No dia 29. Em 1º de abril de 2010, a organização americana de direitos civis Mental Disability Rights International (MDRI) fez uma denúncia ao Relator Especial da ONU sobre Tortura, alegando que os pacientes do Centro Juiz Rotenberg foram vítimas de abusos de direitos humanos devido ao uso de métodos coercivos força. no dia 11 Em 10 de maio, o relator especial da ONU, Manfred Nowak, enviou um "apelo urgente para uma investigação" ao governo dos Estados Unidos. Mais tarde, em entrevista, ele se referiu à proibição absoluta da tortura: “  (…) Você não pode equilibrar isso. A proibição da tortura é absoluta ” .
Em resposta à queixa ao Relator Especial da ONU, Matthew L. Israel, o juiz Rotenberg Center divulgou uma longa declaração descrevendo a iniciativa da Mental Disability Rights International como "nada além de refazer alegações desatualizadas, falsas e não comprovadas contra o JRC". Israel, em um e-mail para um repórter investigativo da rede de televisão WNBC de Nova York, observou que seus métodos costumam ser o último recurso para indivíduos gravemente perturbados. Eles representavam um método seguro, eficaz e menos estressante de terapia comportamental que libertava os pacientes de restrições, drogas, automutilação e da dor intensa associada a isso. A publicação também argumentou que as evidências citadas pelo MDRI eram citações distorcidas do site do JRC e reproduziam seletivamente testemunhos de ex-alunos que meramente refletiam os métodos de tratamento e não seu impacto em uma vida melhor. Israel disse que seria uma tortura não tratar esses alunos, drogá-los pelo resto de suas vidas e alojá-los em uma instituição ( “   ).

### Julgamento por destruição de provas (2011)
Em maio de 2011, Matthew L. Israel, fundador do Juiz Rotenberg Educational Center, de 77 anos, foi acusado de destruição de provas e adulteração de testemunhas. Ele foi acusado de ordenar a um funcionário que destruísse uma gravação de vídeo feita em 2007. Esta gravação documentou o abuso de dois alunos com dezenas de choques elétricos na época, e os investigadores da autoridade supervisora pediram a Israel para manter a gravação. No âmbito de um acordo com o Ministério Público, demitiu-se do centro com efeitos a partir de 1 de janeiro de 2009. junho de 2011 para evitar uma sentença de prisão de vários anos. Uma de suas condições de liberdade condicional era que ele não teria permissão para servir no conselho de diretores do centro ou se envolver em qualquer trabalho remunerado lá no futuro. O Centro Educacional Juiz Rotenberg foi posteriormente revisado por um especialista nomeado pelo tribunal para determinar se as medidas apropriadas foram tomadas para evitar que tais incidentes ocorressem novamente no futuro.

### Falta homologação dos dispositivos de choque elétrico (2011 a 2013)
Os dispositivos de choque elétrico usados no Judge Rotenberg Center, os Graduated Electronic Decelerators (GED), foram desenvolvidos pela equipe do JRC e aprovados pela Food and Drug Administration (FDA) em 1994 como uma agência de aprovação de dispositivos médicos. Desde a aprovação, o JRC introduziu por duas vezes novos dispositivos com choques elétricos mais potentes. De acordo com o fundador do Juiz Rotenberg Center, Matthew L. Israel, a voltagem aumentou porque alguns alunos se acostumaram com os choques elétricos. Os únicos efeitos colaterais de que ele se lembra são " marcas " que podem permanecer visíveis por alguns dias.
Já no dia 23 Em maio de 2011, a Food and Drug Administration notificou o Judge Rotenberg Center de que os dispositivos modificados exigiam uma nova aprovação do FDA. No dia 29. Em 1º de junho de 2012, o FDA enviou outra carta ao Juiz Rotenberg Center. A empresa não respondeu a nenhuma das cartas, solicitando ao FDA em 6 de março. dezembro de 2012 emitiu uma advertência formal ao JRC e seu representante para a 9ª janeiro de 2013 para uma reunião formal para garantir o fim do uso de dispositivos não autorizados. Em janeiro de 2013, Brian A. Joyce pediu ao FDA para proibir imediatamente o Juiz Rotenberg Center de usar as armas de choque. O JRC ignorou as preocupações da Food and Drug Administration por mais de um ano e meio, e a FDA tem uma oportunidade única de acabar com "este sistema bárbaro de punir crianças gravemente deficientes" imediatamente. Uma declaração do Juiz Rotenberg Center disse que o JRC cooperaria totalmente com o FDA e os tribunais de Massachusetts aprovaram as armas de choque como parte dos planos de tratamento para pacientes com as formas mais perigosas de distúrbios comportamentais.

### Restringindo o uso de meios coercivos (2012)
Com efeitos a partir de 30. Em outubro de 2011, as agências de supervisão do Departamento de Serviços de Desenvolvimento (DDS) de Massachusetts, incluindo as do Judge Rotenberg Center, foram proibidas de tratar pacientes recém-admitidos com restrições fortes, como choques elétricos, amarração prolongada ou outros agentes mentalmente perigosos. Apenas pacientes para o 1 Planos de terapia revisados pelo tribunal em setembro de 2011, nos quais choques elétricos foram aplicados, foram suspensos desse tratamento. Esses pacientes com planos de tratamento antigos revisados pelo tribunal incluíam 88 dos 233 alunos.
O Juiz Rotenberg Center argumentou ainda que o uso de choques elétricos foi baseado em planos de tratamento estabelecidos pelo tribunal tutelar caso a caso. No entanto, os novos pacientes admitidos em meados de 2012 não estavam sendo tratados com choques elétricos e o JRC ainda não havia apelado da ordem do Departamento de Serviços de Desenvolvimento. Em seu relatório sobre o uso global de tortura, publicado em março de 2013, o relator especial da ONU criticou o fato de a regulamentação proteger apenas os novos alunos de fortes medidas coercitivas, como choques elétricos.

### Novo processo de abuso de 2002 (2012)

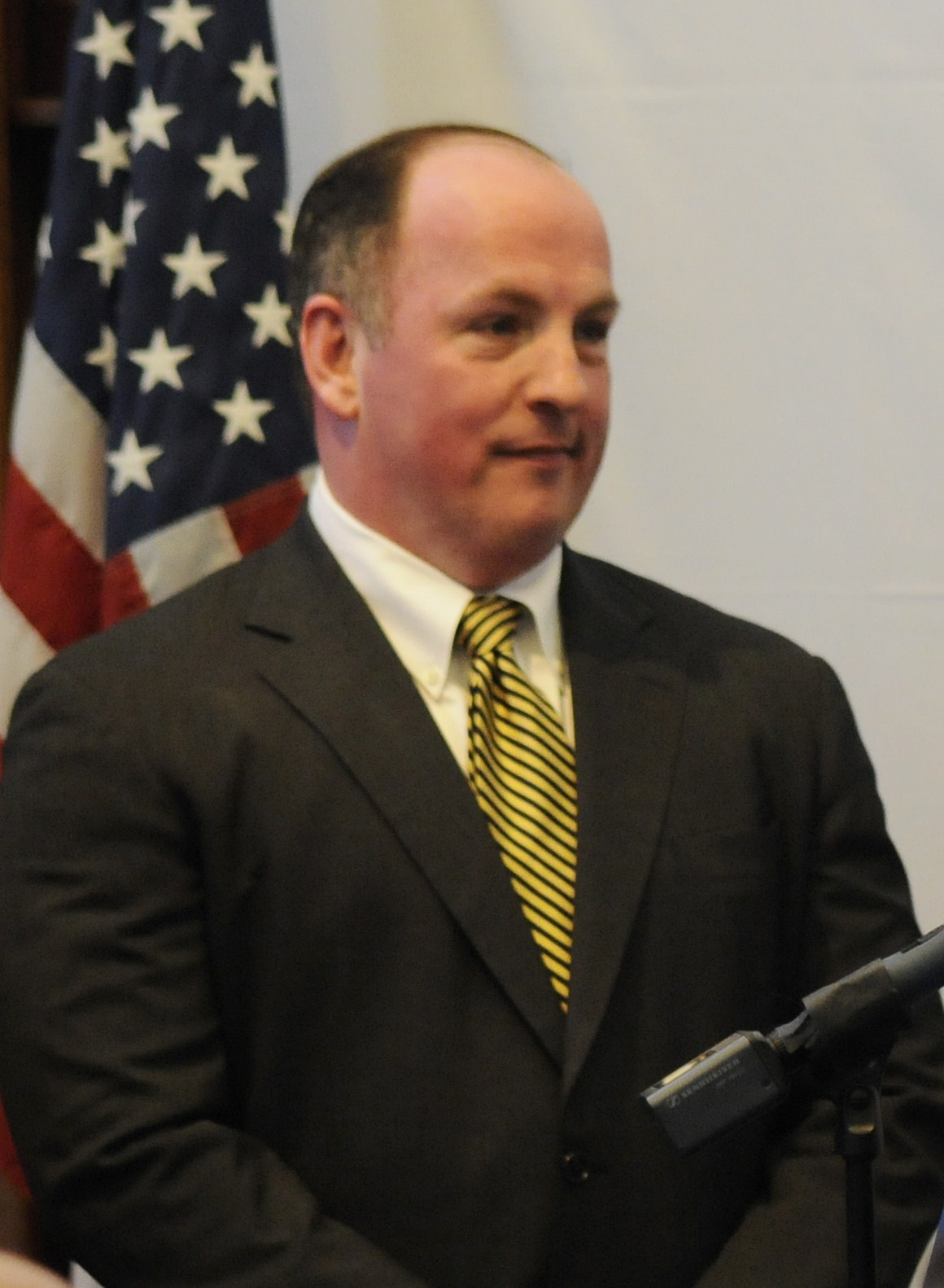
Brian A. Joyce, membro do Senado de Massachusetts

Em abril de 2012, surgiu um caso no tribunal de Dedham, Massachusetts, no qual a mãe de um paciente de 18 anos descrito como portador de autismo e retardo mental na época do crime processou o Juiz Rotenberg Center e três de seus funcionários. De acordo com o processo, em 2002 o estudante foi contido em um beliche por mais de cinco horas e foi eletrocutado dezenas de vezes durante esse tempo. Uma fita de vídeo foi exibida na sala do tribunal mostrando o aluno, que gritava e implorava por ajuda, sendo eletrocutado enquanto vários membros da equipe tentavam dominá-lo. A gravação do vídeo já havia sido exibida em parte em um julgamento civil e foi posteriormente transmitida na Fox 25 News da estação de televisão WXFT de Boston . A mãe da vítima alegou que seu filho havia sofrido danos permanentes com o abuso e agora estava detido em uma instalação do governo e recebendo medicamentos poderosos.
Os advogados do JRC argumentaram que todas as ações registradas na fita de vídeo correspondiam ao plano de tratamento do paciente aprovado pelo tribunal. Uma declaração do Juiz Rotenberg Center disse que os meios utilizados eram adequados para o tratamento da terapia de aversão e a fita de vídeo só existia porque o JRC usava câmeras em todas as salas onde os alunos eram tratados. O JRC é a única entidade a fazê-lo e fá-lo para proteger os alunos ao seu cuidado e poder verificar qualquer utilização de choques elétricos. A disputa legal foi resolvida na primavera de 2012.
Participando do renovado debate público sobre os métodos de tratamento do JRC estava Brian A. Joyce, um membro do Senado de Massachusetts, em cujo eleitorado o JRC está localizado. Joyce diz que se opôs às práticas do JRC por mais de 20 anos e apresentou uma série de propostas legislativas, todas as quais falharam devido à oposição na Câmara dos Deputados de Massachusetts, onde alguns apoiadores do JRC têm assento.
A mãe do aluno que foi abusado em 2002, e um ex-funcionário do JRC que disse ter chocado pacientes, apresentou uma petição ao Tribunal Geral de Massachusetts em maio de 2012, com 215.000 assinaturas coletadas no Change.org . A petição pedia aos legisladores que proibissem o uso de choques elétricos para tratar estudantes deficientes.

### Crítica do Conselho Nacional de Deficiência (2012)
Em seu datado de 18 O National Council on Disability (NCD), uma agência federal independente, nomeou o Judge Rotenberg Center em um relatório sobre a política de deficiência dos EUA publicado em setembro de 2012 e criticou os meios de coerção usados lá. Os eventos do JRC são uma questão de interesse nacional e o Conselho Nacional de Deficiência instou o Departamento de Justiça em abril de 2012 a acelerar a investigação do JRC e divulgar as conclusões. O Conselho recomendou o fechamento do JRC e o apoio à proibição do eletrochoque como ferramenta terapêutica pelo estado de Massachusetts.

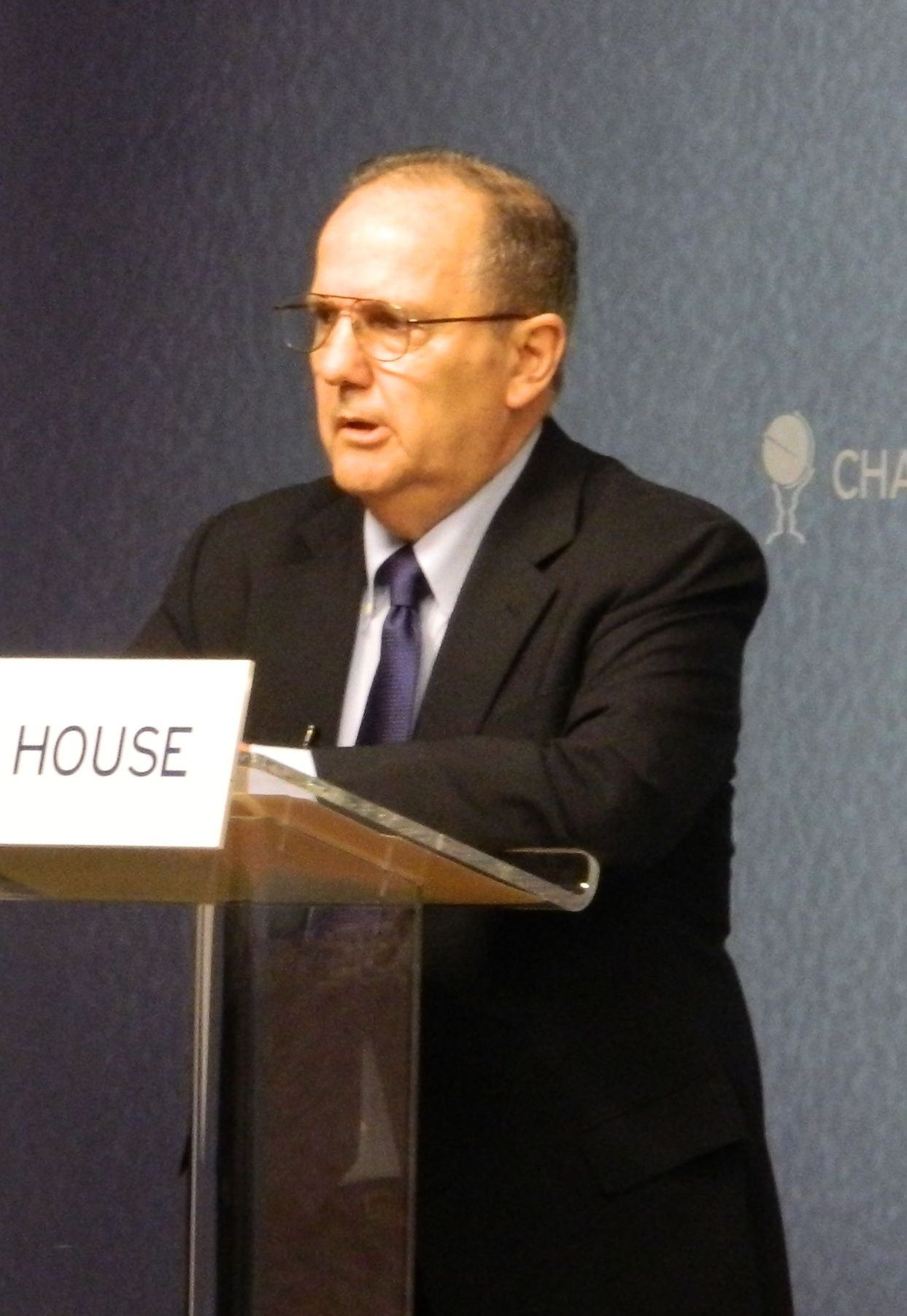
Juan E. Méndez, especial da ONU desde 2010 repórter sobre tortura

### Relator Especial da ONU sobre Tortura (2012 a 2013)
O caso de 2002 levou a uma nova investigação pelo Relator Especial da ONU sobre Tortura, Juan E. Méndez . Méndez explicou em entrevista à Fox 25 em junho de 2012 que a eletrocussão estava claramente associada à dor e ao sofrimento. Agora, a avaliação depende da duração e intensidade dos choques elétricos e da finalidade a que se destinam.
Referindo-se ao Juiz Rotenberg Center em seu relatório sobre o uso global da tortura, divulgado em março de 2013, o Representante Especial afirmou que alguns dos métodos usados nos Estados Unidos para tratar o autismo constituíam tortura. Méndez reconheceu uma série de ações tomadas pelo estado de Massachusetts e uma investigação em andamento pelo Departamento de Justiça sobre possíveis violações das leis de direitos civis. Ele também se referiu à declaração de intenção do estado de Nova York de fornecer vagas dentro do estado para estudantes alojados no JRC até junho de 2014 em instalações onde choques elétricos são ilegais. No entanto, Méndez expressou preocupação de que o Juiz Rotenberg Center só pudesse se mudar para outro estado se as operações continuadas em Massachusetts não fossem mais possíveis. Ele pediu ação em nível federal para impedir o uso de força coercitiva nos Estados Unidos.

### Fim do financiamento do Medicaid (2012 a 2013)
Em dezembro de 2012, o Centers for Medicare and Medicaid Services, uma agência federal que administra os serviços de saúde estaduais, disse que não alocaria nenhum fundo do programa Medicaid para pacientes em instalações onde a coerção de eletrochoque é usada. Isso também se aplica se o paciente em questão não receber nenhum choque elétrico. O novo regulamento entrou em vigor na primavera de 2013. A agência começou a informar os pacientes e suas famílias no início do ano que eles teriam que se transferir para outra instituição ou abrir mão do auxílio estatal.

### Processo do estado de Massachusetts (2013)
No dia 14. Em fevereiro de 2013, o governo do estado de Massachusetts contestou o acordo de 1987 que desde então permitia que o Judge Rotenberg Center operasse amplamente livre da supervisão do governo. O governo alegou que o acordo naquela época não correspondia mais ao conhecimento moderno. Hoje, existe um consenso esmagador entre os profissionais de que causar dor e desconforto por meio de eletrocussão é inapropriado e não está de acordo com os padrões de atendimento. Comentando a decisão do governo, um advogado do Juiz Rotenberg Center disse que os fatos, a lei ou o estado da arte não mudaram. O governo só quer proibir medidas coercitivas.
As implicações de curto prazo do possível sucesso do processo para o tratamento de pacientes no Judge Rotenberg Center não são claras. O que é certo é que uma decisão positiva daria mais influência às autoridades e que o uso de choques elétricos poderia desempenhar um papel em decisões futuras sobre renovação de licenças ou outras ações administrativas.

## Diferentes reações dos pais afetados
Apesar das críticas públicas, muitos pais afetados querem que o uso de choques elétricos continue porque é o único método de tratamento que funciona para seus filhos. O JRC foi elogiado por oferecer a pais e filhos a oportunidade de viverem juntos. Vários pais apreciam o seu envolvimento na terapia e a absoluta transparência dos cuidados, que também é garantida pela videovigilância. A ampla evitação de drogas psicotrópicas também é descrita como positiva, especialmente por pais cujos filhos estão em tratamento medicamentoso de longo prazo. Além disso, o JRC aceita quase todos os pacientes, incluindo aqueles que foram afastados de outras instituições por causa de seu comportamento violento. Os apelos de pais indefesos e desesperados pela manutenção do Centro Juiz Rotenberg são vistos como uma das principais razões para o repetido fracasso dos esforços oficiais e parlamentares para fechar o JRC. Tem sido repetidamente argumentado na disputa do JRC que os eletrochoques são necessários para tratar pacientes com os distúrbios mais graves, de modo que eles não machuquem a si mesmos ou a outras pessoas.
Outros pais criticaram os métodos do JRC no passado. Alguns processaram a escola por uso de coerção e estão participando de protestos contra o JRC por várias organizações.

## literatura
- Hilke Kuhlmann: Vivendo "Walden Two". BF Skinner's Behaviorist Utopia and Experimental Communities, University of Illinois Press, Champaign (Illinois) 2005, ISBN 978-0-252-02962-2 (um relato de várias comunidades que remontam ao romance utópico de Skinner Walden Two, incluindo Matthew L. Israel's comunas na década de 1960)
- WMWJ Van Oorsouw et al.: Efeitos colaterais do tratamento de choque contingente . In: Research in Developmental Disabilities, Vol. 29, Número 6, 2008, pp. 513–523, doi:10.1016/j.ridd.2007.08.005 (um exemplo das inúmeras publicações de todo o JRC, aqui com Matthew L. Israel como segundo autor)

## ligações externas
- - Página inicial do Centro Educacional Juiz Rotenberg
  - Occupy the Judge Rotenberg Center na occupyjrc.org [Erro: arquivo url desconhecido] (arquivado em [Falta data])     , site de oponentes do JRC, nele vários dos vídeos mencionados
  - New York Magazine, matéria com diversas fotos incluindo sala de videomonitoramento do JRC e controles remotos com fotos dos alunos
  - Gerichtliche Verfügung von 1987 na judgerc.net [Erro: arquivo url desconhecido] (arquivado em [Falta data])     , ordem do juiz Ernest Rotenberg que salvou o Behavior Research Institute do fechamento (PDF; 3.7 MB)
  - Opinião Matthew L. Israels, sobre a Queixa ao Representante Especial da ONU sobre Tortura (PDF; 1.5 MB)
  - Warning Letter der FDA vom 6. Dezember 2012 na fda.gov [Erro: arquivo url desconhecido] (arquivado em [Falta data])      sobre o uso de armas de choque não aprovadas
  - PubMed, uma seleção de artigos de três autores associados ao JRC em revistas científicas